# Jamol James
Jamol James (ur. 16 lipca 1992) – trynidadzko-tobagijski lekkoatleta specjalizujący się w biegach sprinterskich.
W 2009 zajął 5. miejsce w sztafecie szwedzkiej podczas mistrzostw świata juniorów młodszych w Bressanone. Złoty medalista juniorskiego czempionatu Ameryki Środkowej i Karaibów (2010). W tym samym roku zdobył brąz w sztafecie 4 × 100 metrów na mistrzostwach świata juniorów w Moncton. Finalista biegu na 100 metrów podczas mistrzostw panamerykańskich juniorów (2011) i młodzieżowego czempionatu NACAC (2012). W 2013 sięgnął po brązowy medal mistrzostw Ameryki Środkowej i Karaibów. Medalista CARIFTA Games.

## Osiągnięcia
| Rok  | Impreza                                           | Miejsce       | Konkurencja             | Lokata     | Wynik   |
| ---- | ------------------------------------------------- | ------------- | ----------------------- | ---------- | ------- |
| 2009 | Mistrzostwa świata juniorów młodszych             | Bressanone    | bieg na 100 metrów      | półfinał   | 10,91   |
| 2009 | Mistrzostwa świata juniorów młodszych             | Bressanone    | sztafeta szwedzka       | 5. miejsce | 1:53,51 |
| 2010 | Mistrzostwa Ameryki Środkowej i Karaibów juniorów | Santo Domingo | sztafeta 4 × 100 metrów | 1. miejsce | 39,77   |
| 2010 | Mistrzostwa świata juniorów                       | Moncton       | sztafeta 4 × 100 metrów | 3. miejsce | 39,72   |
| 2011 | Mistrzostwa panamerykańskie juniorów              | Miramar       | bieg na 100 metrów      | 7. miejsce | 10,57   |
| 2012 | Młodzieżowe mistrzostwa NACAC                     | Irapuato      | bieg na 100 metrów      | 5. miejsce | 10,26   |
| 2013 | Mistrzostwa Ameryki Środkowej i Karaibów          | Morelia       | bieg na 100 metrów      | eliminacje | 10,14   |
| 2013 | Mistrzostwa Ameryki Środkowej i Karaibów          | Morelia       | sztafeta 4 × 100 metrów | 3. miejsce | 39,26   |
| 2013 | Mistrzostwa świata                                | Moskwa        | sztafeta 4 × 100 metrów | 7. miejsce | 38,38   |

## Rekordy życiowe
- Bieg na 60 metrów (hala) – 6,63 (2016)
- Bieg na 100 metrów – 10,15 (2015) / 10,08w (2013)
- Bieg na 200 metrów – 20,96 (2015 i 2016)